# ویهیگا
ویهیگا (به لاتین: Vihiga) یک منطقهٔ مسکونی در کنیا است که در Vihiga County واقع شده‌است. ویهیگا ۱۱۸٬۶۹۶ نفر جمعیت دارد.